# Crash Zone
Crash Zone – australijski serial science-fiction nadawany przez stację Seven Network od 13 lutego 1999 r. do 25 sierpnia 2001 r. W Polsce nadawany był na nieistniejącym kanale MiniMax w bloku Maxistrefa.

## Opis fabuły
Sześcioro nastolatków – Bec, Pi, Penny, Ram, Marcello oraz Mike – zafascynowanych jest nowoczesnymi technologiami i wirtualną rzeczywistością. Ich nieprzeciętne talenty zostają zauważone przez szefową komputerowej firmy „Catalyst”. Niebawem znajdą tam zatrudnienie, a ich zadaniem będzie stworzenie nowych gier komputerowych.

## Obsada
- Cassandra Magrath jako Alison „Pi” Renfrey (wszystkie 26 odcinków)[1]
- Paul Pantano jako Marcello Di Campili (26)
- Damien Bodie jako Abraham „Ram” Foley (26)
- Frances Wang-Ward jako Rebecca „Bec” Chan (26)
- Nikolai Nikolaeff jako Mike Hansen (26)
- Heidi Valkenburg jako Penny Gallagher (13)
- Nicky Wendt jako Alexandra Davis (26)
- Richard Moss jako Nigel Hartford (26)
- Matt Parkinson jako Virgil Reality (26)
- Jeremy Stanford jako Matthew Gallagher (13)
- Mark Casamento jako Vinnie Patruzzi (13)
- Elizabeth Parisi jako recepcjonistka (13)
- Louise Siversen jako Zoe Hansen (4)
- James Patrick Read jako Dave Hansen (4)
- Mary Sitarenos jako Elissa Di Campili (4)
- Fred Lee jako Lee Chan (4)

## Wersja Polska
- Alison „Pi” Renfrey – Iwona Rulewicz
- Marcello Di Campili – Piotr Bajtlik
- Abraham „Ram” Foley – Jacek Wolszczak
- Rebecca „Bec” Chan – Anna Apostolakis
- Mike Hansen – Leszek Zduń
- Penny Gallagher – Krystyna Kozanecka
- VIRGIL – Ryszard Olesiński
- Alexandra Davies – Szefowa CATALYST – Beatrycze Łukaszewska
- Nigel Hartford – Jerzy Molga
- Brad Kane – Szef SANIJIM – Artur Kaczmarski

## Spis odcinków
| Seria 1. 1. The Dream Team 2. Identity Crisis 3. Undercover 4. Big Business 5. It’s Only Words 6. Secrets and Lies 7. Truth Hurts 8. No News Is Good News 9. Birthday 10. Leap of Faith 11. Heroes 12. The Shadow 13. The Outsider | Seria 2. 1. Something New 2. It’s an Art 3. Free Stuf 4. Solidarity 5. Games People Play 6. Your Cheating Heart 7. Basketball Diaries 8. Who Wants to Be a Millionaire? 9. Sabertooth 10. Walkabout 11. Men in Khaki 12. Skin Deep 13. Rear Windows |